# Karl Heinrich von Fahnenberg

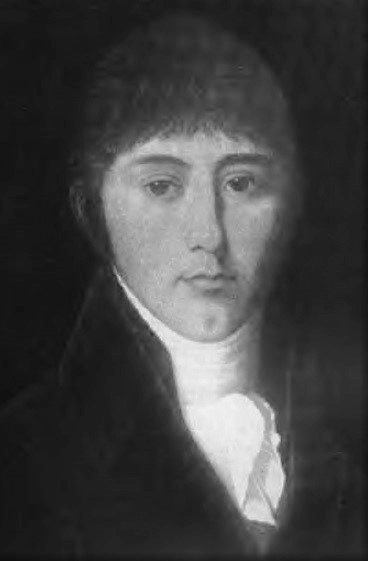
Karl Heinrich von Fahnenberg

Karl Heinrich Freiherr von Fahnenberg (* 16. Mai 1779 in Freiburg im Breisgau; † 16. März 1840 in Baden-Baden) war ein deutscher Nationalökonom. Von 1819 bis 1834 leitete er die Oberpostdirektion im Großherzogtum Baden.

## Leben

### Herkunft, Ehe und Nachkommen
Freiherr von Fahnenberg war ein Urenkel des Retters von Freiburg, Franz Ferdinand Mayer von Fahnenberg, sowie ein Sohn von Egid Joseph Karl von Fahnenberg und dessen Ehefrau Karoline Sophie von Rueding.
1806 heiratete er Wilhemine von Freystedt eine Enkelin des Großherzogs Karl Friedrich von Baden aus einer illegitimen Verbindung.
Deren Tochter, Marie von Fahnenberg (1818–1872), heiratete Ernst Rudolph August von Hügel (* 1794) Marie war als Schriftstellerin tätig.

### Ausbildung
Er studierte an der Julius-Maximilians-Universität Würzburg, der Friedrich-Alexander-Universität Erlangen (Immatrikulation 22. Oktober 1797) und der Georg-August-Universität Göttingen (Imm. 14. April 1799) Rechtswissenschaft. Am 28. Mai 1798 war er Mitstifter des Corps Onoldia.

### Die Beamtenkarriere
Nach dem Studium trat er 1801 in Karlsruhe und München als Legationssekretär in österreichische Dienste. Als nach dem Friede von Pressburg (1805) seine Heimat, der vormals vorderösterreichische Breisgau an Baden kam, wurde er badischer Regierungsrat in Freiburg im Breisgau. 1810 wurde zum Ministerialrat im Innenministerium des Großherzogtums Baden in Karlsruhe berufen. Er wurde 1819 badischer Oberpostdirektor und übernahm 1823 vorläufig und 1826 endgültig die Leitung der Schuldentilgungskasse. Durch die Reform der badischen Post erwarb er sich Verdienste um die badische Landesgeschichte. 1820 richtete er zwischen Mannheim und Karlsruhe den ersten Eilwagenkurs ein, der der Einführung von Eilpoststrecken in Preußen, im Gebiet der Thurn-und-Taxis-Post und später im gesamten Deutschland als Vorbild diente.
Fahnenberg übersetzte Jean-Baptiste Says Catéchisme d’économie politique et opuscules divers (Katechismus der Nationalwirtschaft).

### Freund der Polen und der freien Presse
Im Juli 1831 rief Fahnenberg zusammen mit Carl Theodor Welcker, Ignaz Heinrich von Wessenberg und dem Karlsruher Oberbürgermeister August Klose zur Gründung eines Hilfsvereins für Polen auf, um die aufständischen Polen (Novemberaufstand 1830/1831) gegen Russland zu unterstützen. Die etwas abschätzig als Polenschwärmerei bezeichnete Haltung des liberalen Bürgertums erbrachte in Karlsruhe namhafte Sammlungsergebnisse. Verbandsmaterial und Geldspenden wurden an die Aufständischen in Warschau gesandt und nach deren Niederlage wurden etwa 700 polnischen Flüchtlinge auf ihrem Weg nach Frankreich unterstützt. Nach dem Hambacher Fest verbot der Deutsche Bund im Juli 1832 alle politischen Vereine und der Karlsruher Polenverein löste sich am 4. August 1832 auf.
Fahnenberg engagierte sich 1831 auch für das liberale Pressegesetz, für die Erhaltung der Freiheit von Zensur und für die Resozialisierung als Vollzugsziel im Strafvollzug.
1834 wurde er pensioniert, wobei offiziell gesundheitliche Gründen genannt wurden.

## Ehrungen
- Ehrenbürger von Freiburg im Breisgau
- Dr. iur. h. c. der Albert-Ludwigs-Universität Freiburg (1830)[6]

## Veröffentlichungen
- Herausgeber des Magazin für die Handlung und Handelsgesetzgebung Frankreichs und der Bundesstaaten. 1810–1815.[8]
  - Band 1, Heidelberg 1810 in der Google-Buchsuche
  - Band 2, Karlsruhe 1811 in der Google-Buchsuche
  - Band 3, Karlsruhe 1812 in der Google-Buchsuche
  - Band 4, Nürnberg 1813 in der Google-Buchsuche
  - Band 5, Nürnberg 1813 in der Google-Buchsuche
  - Band 6, Nürnberg 1815 in der Google-Buchsuche
- Übersetzung und Kommentierung des Catechismus der National-Wirthschaft, oder, Leichtfasslicher Unterricht über die Art und Weise, wie in der bürgerlichen Gesellschaft Reichthümer entstehen, vertheilt und benutzt werden von Jean-Baptiste Say, Verlag G. Braun 1816.(Übersetzung der 1. französischen Auflage)
- Aktenstücke über die badische Territorial-Angelegenheit, Karlsruhe 1818 Digitalisat bei der Badischen Landesbibliothek
- Redakteur der Verhandlungen des badischen landwirthschaftlichen Vereins. 1821–1824.[9]
- Aufruf zur Bildung eines Vereins zum Schirme und Schutze der Badischen freien Presse, den Manen Karl Friederichs gewidmet, 1832.[10]
- Rippoldsau und dessen Heilquellen. 1836.
- Die Heilquellen am Kniebis im unteren Schwarzwalde 1838.